# 弗洛倫斯·阿爾托

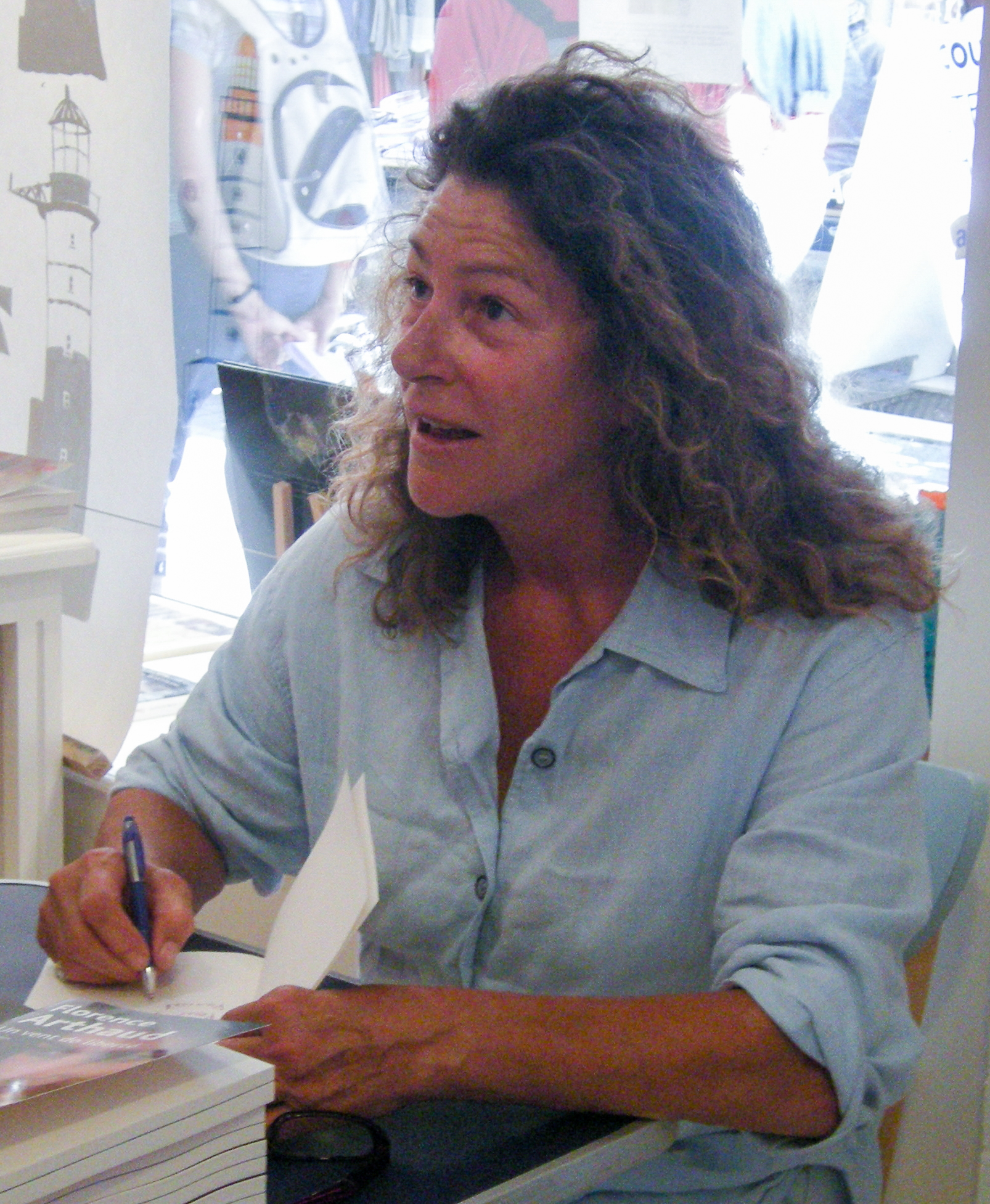
Florence Arthaud

弗洛倫斯·阿爾托（法語：Florence Arthaud；1957年10月28日—2015年3月9日）是法國帆船手，出生在布洛涅-比揚古，被昵稱為「大西洋的情人」（La petite fiancée de l'Atlantique）。

## 生平
弗洛倫斯·阿爾托的父親是雅克·阿爾托（Jacques Arthaud），在1970年代是格勒諾布爾的阿爾托出版社社長。弗洛倫斯在17歲時發生嚴重車禍，導致昏迷和癱瘓，留院六個月，用了兩年時間才康復。18歲時她與Jean-Claude Parisis一起，作出她首次橫渡大西洋。
1978年首屆單人帆船橫渡大西洋比賽Route du Rhum舉行，她就開始參加。1986年，她進行Route du Rhum比賽期間，離開原本航線，尋找失蹤參賽者Loïc Caradec。她雖然找到Loïc Caradec的船，船上卻無人。Loïc Caradec至今下落不明。1990年11月，她勝出了Route du Rhum。1997年，她和Bruno Peyron贏了橫渡太平洋帆船賽。
1990年8月，她打破了單人帆船橫渡北大西洋世界紀錄，用時9日21小時42分鐘，比Bruno Peyron的舊紀錄快了一日半有多。
1993年她與男朋友法國專業帆船手Loïc Lingois生了一個女兒Marie。2005年她和Eric Charpentier結婚，可是婚姻出現了困難。
2011年10月29日半夜，她在科西嘉角對出海面，從船上墮海。她當時正好有頭戴照明燈和防水手提電話。她打電話給母親，母親告知她的兄弟。地中海地區監視和救難行動中心（CROSS-Med）收到求救，靠著她的手提電話的定位，在她求救後差不多兩小時後找到她。她仍然清醒但有低温症狀，由直升機救起送往巴斯蒂亞的醫院，次日出院。
2015年3月9日，卡斯特利鎮直升機空難，她參與法國電視一台製播的生存實境秀《Dropped》在阿根廷的錄影，其所搭乘的直升機與另一架直昇機相撞墜毀造成包含她共十人死亡。